# Deimos (Mond)
Deimos ([ˈdɛ.ɪmɔs], [ˈdaɪ̯mɔs]; von altgriechisch Δείμος, auch eingedeutscht Daimos, deutsch ‚Schrecken‘) ist neben dem größeren Phobos einer der beiden natürlichen Satelliten des Planeten Mars.

## Benennung
Benannt wurde er nach Deimos, dem Sohn und Begleiter des griechischen Kriegsgottes Ares (lateinisch Mars). Anders als der Erdmond verfügt Deimos wie alle Trabanten des Sonnensystems über kein offizielles astronomisches Symbol oder eines, das allgemein verbreitet ist. Im Internet kursierende Deimossymbole (z. B. ) sind Entwürfe von Privatpersonen. Eine offizielle Anerkennung oder Verwendung ist nicht absehbar, da astronomische Symbole in der modernen Astronomie nur noch eine untergeordnete Rolle spielen.

## Umlaufbahn

Die Umlaufbahnen von Phobos und Deimos

Größe und Geschwindigkeit von Phobos (rechts) und Deimos (links), von der Marsoberfläche aus, im Vergleich (Spirit, 30. Aug. 2005)

Deimos ist der entferntere der beiden Marsmonde, er läuft auf einer fast exakten Kreisbahn von 23.459 km Radius (entsprechend 20.063 km über dem Marsäquator) und benötigt für einen Marsumlauf 1 Tag, 6 Stunden und 18 Minuten. Die Umlaufperiode ist 3,958-mal so lang wie die von Phobos und befindet sich damit nahe einer 1:4-Bahnresonanz. Wie der Erdmond hat Deimos eine gebundene Rotation, das heißt, er wendet dem Mars immer dieselbe Seite zu. Seine Umlaufbahn ist mit 1,79° leicht gegen die Äquatorebene des Mars geneigt.
Von der Marsoberfläche aus erscheint Deimos mit einem scheinbaren Durchmesser von der doppelten Größe, mit dem die Venus von der Erde aus bei ihrer größten Annäherung zu sehen ist. Er ist am Marsfirmament trotzdem nur als verwaschenes Pünktchen zu erkennen, da er zudem einer der dunkelsten Himmelskörper im Sonnensystem ist. Bei einem Deimosdurchgang vom Mars aus hebt er sich vor der Sonnenscheibe ab.

## Eigenschaften

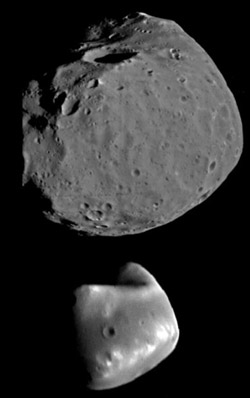
Phobos (oben) und Deimos (unten) im richtigen Größenverhältnis

Deimos ist der kleinere der zwei Marsmonde. Er misst 15 km × 12,2 km × 10,4 km und hat eine mittlere Dichte von 1,471 g/cm³.
Die Oberfläche dieses Trabanten ist, wie die von Phobos, mit einer Staubschicht überzogen, dem sogenannten Regolith. Diese Substanz ist vom Erdmond bekannt. Die Regolithschicht ist auf Deimos dicker als auf Phobos, was zur Folge hat, dass auf ihm die Oberflächenmerkmale weniger stark ausgeprägt sind. Deimos hat auch eine sehr geringe Albedo von nur 0,07. Zwei Formationen auf Deimos haben 1973 einen Namen bekommen: der im Durchmesser 1,9 km große Krater Voltaire und der 1 km große Krater Swift.

## Entstehung
Aufgrund seiner unregelmäßigen Form besagt eine Theorie, dass Deimos ebenso wie Phobos ein vom Mars eingefangener Asteroid ist. Die nahezu kreisförmigen, äquatornahen Umlaufbahnen wären mit dieser Erklärung jedoch ein großer Zufall. Einer anderen Theorie zufolge sind Phobos und Deimos Überreste eines größeren und älteren Marsmondes, der vor weniger als 2,7 Milliarden Jahren zerbrach.
Der Bahnradius von Deimos wird immer größer, so dass er sich langsam vom Mars entfernt.

## Erdgebundene Beobachtungen
Deimos wurde am 11. August 1877 vom US-amerikanischen Astronomen Asaph Hall am US Naval Observatory in Washington, D.C. entdeckt, – sechs Tage vor der Entdeckung des größeren, aber marsnäheren Phobos. Aufgrund seiner großen Nähe zum Mars ist Deimos im Fernrohr nur schwer zu erkennen, da er vom Mars stark überstrahlt wird.  Sein Winkelabstand beträgt während einer durchschnittlichen Opposition des Mars nur maximal 53 Bogensekunden von der Planetenoberfläche, der Planet ist aber über 14 Größenklassen heller oder mehr als 400.000-mal so hell wie dieser Mond.
Die Raumsonde Hera machte am 12. März 2025 einen Vorbeiflug. Geplant ist außerdem Martian Moons eXploration, die die Forschung weiter voranbringen wird. 

## Kulturgeschichte
Die frühe Annahme, dass der Mars zwei Monde hat, geht auf Johannes Kepler zurück, der sie im Jahr 1610 nach der Entdeckung der vier Galileischen Monde postulierte, weil er im Sonnensystem von harmonischen Verhältnissen überzeugt war.

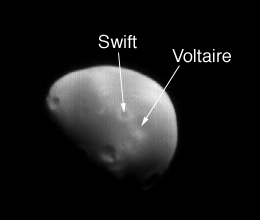
Die Krater Swift und Voltaire auf Deimos (Mars Global Surveyor)

Die Existenz von zwei kleinen und derart marsnahen Monden wurde 1727 von Jonathan Swift fiktiv vorweggenommen, im dritten Teil von Gullivers Reisen – Lemuel Gulliver –, lange vor ihrer Entdeckung durch Asaph Hall. Er geht dabei auch auf das dritte Keplersche Gesetz ein, das die Beziehung zwischen Bahngrößen und Umlaufzeiten zeigt. In diesem Buch wird erzählt, die laputanischen Astronomen würden „zwei kleinere Sterne oder Satelliten kennen, die um den Mars laufen; davon ist der innerste vom Mittelpunkt des Planeten genau drei, der äußerste fünf seiner Durchmesser entfernt; ersterer vollendet seinen Umlauf im Zeitraum von zehn, letzterer in einundzwanzigeinhalb Stunden“. Diese Geschichte floss 1750 in Voltaires Roman Micromégas ein, in dem ein Riese vom Sirius das Sonnensystem besucht. Zu Ehren dieser Schriftsteller erhielten zwei der Krater auf Deimos ihre Namen.
Bemerkenswert ist diese Vorwegnahme nicht nur wegen der Ähnlichkeit in Bezug auf die Bahngrößen und Umlaufzeiten, sondern auch, weil fast alle damals bekannten Monde – der Erdmond, die vier Galileischen Jupitermonde und die fünf größten Saturnmonde – wesentlich längere Umlaufzeiten aufweisen und damit nur schwer als Vorlage in Frage kommen. Die gesuchten Marsmonde mussten demnach wesentlich kleiner sein und ihren Planeten viel näher umlaufen.
Der US-amerikanische Elektronikmusiker Larry Fast widmete den beiden Marsmonden Phobos und Deimos die 1978 auf seinem Album Cords erschienene Komposition Phobos And Deimos Go To Mars.